# Wykup lewarowany

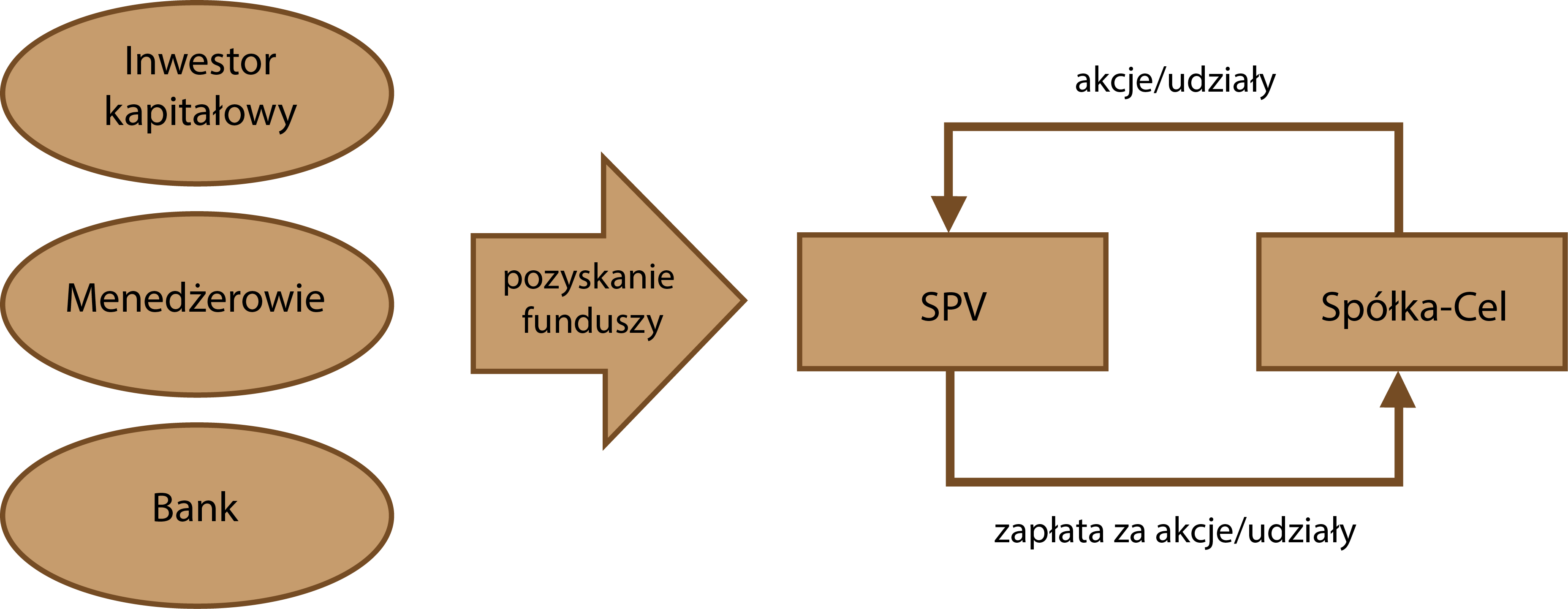
Transakcja wykupu LBO, część 1

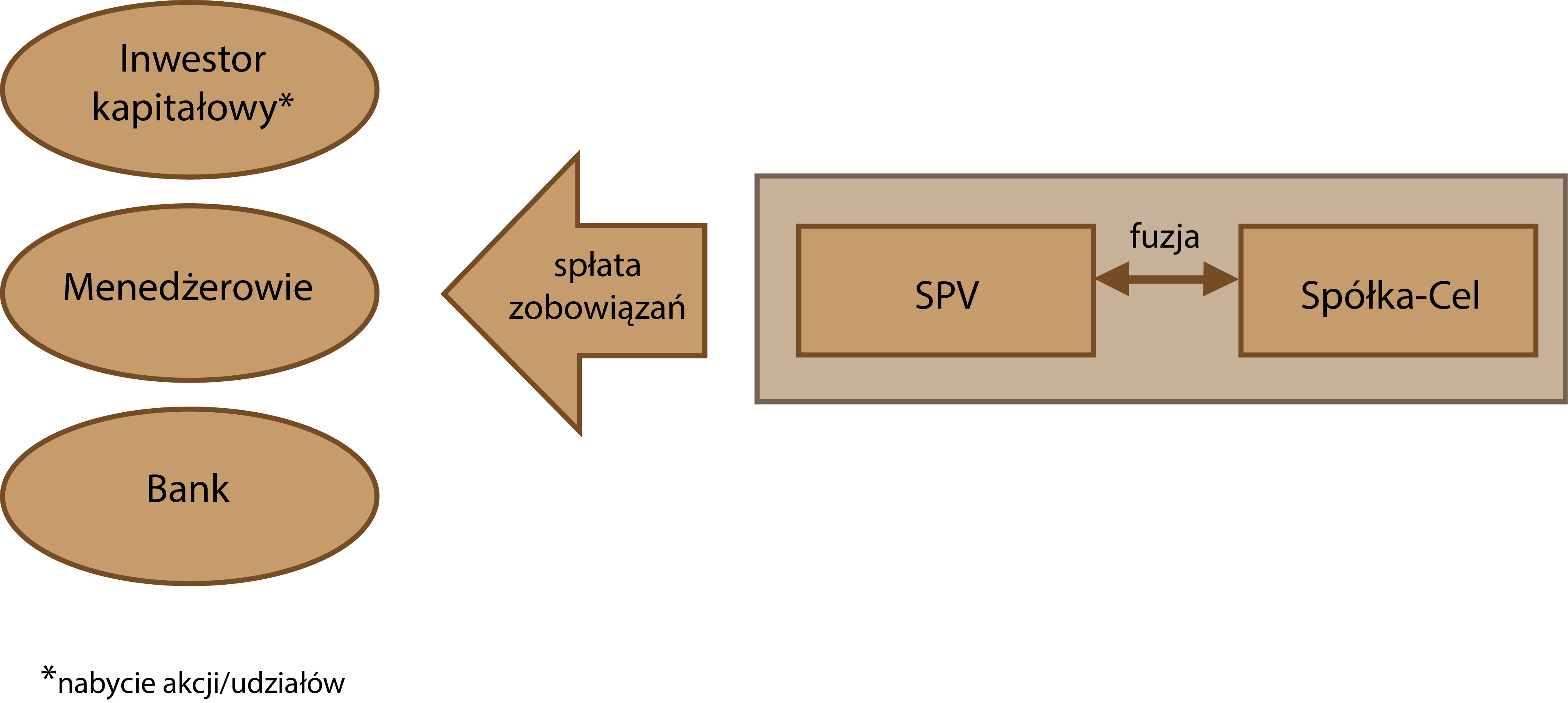
Transakcja wykupu LBO, część 2

Wykup lewarowany (ang. leveraged buyout, LBO) – transakcja przejęcia przedsiębiorstwa notowanego na rynku publicznym lub pozostającego w rękach prywatnych przez niewielką grupę inwestorów dostarczających kapitał własny (ang. equity investors), finansowaną głównie przy pomocy długu, którego spłata jest finansowana przez operacyjne przepływy pieniężne przejętego przedsiębiorstwa. 
LBO stanowi specyficzny i skomplikowany rodzaj transakcji fuzji i przejęć. Stał się popularny w latach 80. XX wieku w Stanach Zjednoczonych.
W typowej transakcji LBO jest tworzona spółka celowa (SPV – special purpose vehicle), której udziały obejmują inwestorzy. Spółka celowa, poza środkami inwestorów, uzyskuje kredyt bankowy, którego wartość może kilkakrotnie przewyższać wartość środków zgromadzonych w niej przez inwestorów. Za zakumulowany kapitał spółka celowa nabywa udziały w przejmowanym przedsiębiorstwie, stając się jego właścicielem (ostatecznym właścicielem przejmowanego przedsiębiorstwa są udziałowcy spółki celowej). Przepływy finansowe generowane przez przejęte przedsiębiorstwo trafiają do spółki celowej i są wykorzystywane przez nią do spłaty zaciągniętego długu. Proces ten został schematycznie zaprezentowany na rysunkach obok.
Do finansowania transakcji typu leveraged buyout wykorzystuje się kapitał własny (equity), finansowanie pośrednie (mezzanine finance) oraz dług zabezpieczony (senior debt, np. kredyt bankowy).
Chociaż niektóre transakcje LBO kończą się niepowodzeniem, to w większości przypadków konieczność spłaty zadłużenia z generowanych przepływów finansowych sprawia, że nowy zarząd zarządza przejętą spółką bardziej efektywnie niż poprzednicy.

## Klasyfikacja LBO
Leveraged buyout klasyfikuje się według składu zespołu przejmującego oraz wysokości udziału kapitału dłużnego w realizowanej transakcji. Do inwestorów uczestniczących w takiej transakcji zalicza się:
- inwestorów indywidualnych specjalizujących się w nabywaniu i restrukturyzowaniu przedsiębiorstw,
- przedsiębiorstwa inwestycyjne, np. fundusze private equity,
- banki inwestycyjne,
- zarządy przejmowanego przedsiębiorstwa,
- dotychczasowych właścicieli przedsiębiorstw.

## Cele, przyczyny i warunki LBO
Najczęściej celem inwestorów przy realizacji transakcji typu LBO jest w pierwszym etapie restrukturyzacja spółki prowadząca na ogół do wzrostu jej wartości, a następnie odsprzedaż udziałów z zyskiem. Późniejsza sprzedaż udziałów może odbywać się w oparciu o wprowadzenie akcji spółki do obrotu giełdowego lub sprzedaż udziałów inwestorowi strategicznemu.
Do podstawowych grup przyczyn przeprowadzenia wykupu lewarowanego zalicza się:
- maksymalizację przyrostu wartości zainwestowanego kapitału w oparciu o mechanizm dźwigni finansowej,
- efekt tarczy podatkowej w oparciu o koszty odsetek długu,
- redukcję kosztów agencji, wzrost wydajności oraz czynnik właścicielski.

Wśród warunków, jakie powinna spełniać spółka stanowiąca potencjalny podmiot do przejęcia, wymienia się:
- niskie ryzyko operacyjne i możliwości przeprowadzenia restrukturyzacji operacyjnej,
- znacząca baza aktywów, która może zostać wykorzystana jako zabezpieczenie zaciągniętego na wykup kredytu,
- niski poziom zadłużenia i możliwość przeprowadzenia restrukturyzacji finansowej,
- silna pozycja rynkowa i stała stopa wzrostu,
- zmotywowana kadra menedżerska.

## Przebieg LBO

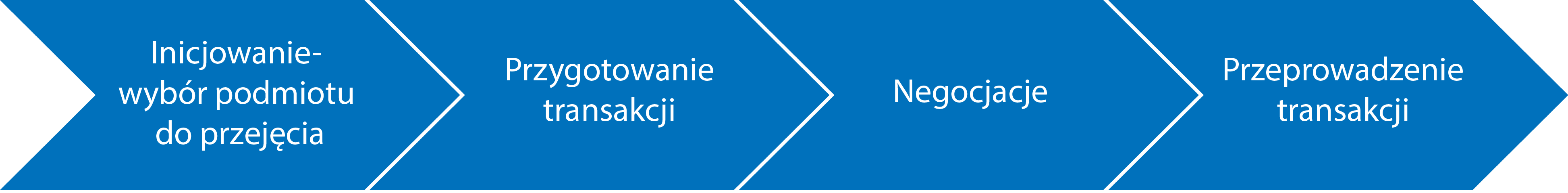
Przebieg transakcji LBO

Przedmiotem wykupów lewarowanych mogą być zarówno spółki publiczne, notujące swoje akcje na giełdzie papierów wartościowych lub w obrocie pozagiełdowym, a także spółki prywatne, których akcje nie są notowane na giełdzie. Zazwyczaj nabycie spółki publicznej poprzez transakcję typu LBO prowadzi do jej późniejszego przekształcenia w spółkę prywatną. Zdarza się tak w przypadku odkupienia, najczęściej przez wąską grupę inwestorów na rynku kapitałowym, akcji spółki przejmowanej od jej dotychczasowych akcjonariuszy. Taki proces skutkuje wycofaniem akcji z obrotu rynkowego.
Inwestorzy, którzy podejmują się transakcji typu LBO, oczekują przede wszystkim wzrostu wartości ich inwestycji oraz realizacji osiągniętego zysku. Zysk uda się zrealizować, jeśli możliwe będzie zwiększenie wartości rynkowej przejętego przedsiębiorstwa oraz odsprzedanie go po wyższej cenie. Transakcje LBO są często zawierane przy poparciu i współpracy zarządów przedsiębiorstw kandydujących do nabycia. Jeżeli zarząd kandydujący do nabycia akceptuje transakcję, to przeważnie inwestorzy oferują mu współudział w inwestycji i potencjalnych zyskach. Zdarzają się również przypadki, że owe zarządy przedsiębiorstw nie wyrażają zgody na transakcję. W przypadku, kiedy współpraca zarządów przejmowanych i przejmujących jest niezbędna, zazwyczaj inwestorzy wycofują się z takiej operacji. Niekiedy transakcja okazuje się tak atrakcyjna, że niechęć i brak akceptacji ze strony zarządu kandydującego do przejęcia nie jest w stanie zrazić inwestorów. Jeśli taka transakcja dochodzi do skutku, nazywana jest wrogim przejęciem typu LBO.
Operacje oparte na finansowaniu długiem są obarczone dużym ryzykiem. Jeśli struktura kapitałowa przedsiębiorstwa jest silnie obciążona długiem, to automatycznie wzrasta ryzyko finansowe wyrażające się w tym, że w razie spadku poziomu sprzedaży lub marż zysku, co może nastąpić zwłaszcza w warunkach nieoczekiwanej recesji, wytwarzane przez przedsiębiorstwo przepływy pieniężne mogą nie pokryć zadłużenia. Jeżeli taki stan będzie utrzymywał się przez dłuższy czas, to zadłużenie może okazać się powodem bankructwa danego przedsiębiorstwa. Inną przyczyną niepowodzenia transakcji LBO może być zbyt szybka restrukturyzacja i brak poprawnego zarządzania przedsiębiorstwem. Zagrożenie takie jest przede wszystkim istotne wtedy, gdy przedsiębiorstwo prowadzi działalność na dużą skalę oraz w różnych dziedzinach. Ryzyko to może potęgować fakt całkowitego odsunięcia od kierowania dotychczasowych właścicieli lub założycieli przedsiębiorstwa. Wysokie zadłużenie przedsiębiorstwa w znacznym stopniu ogranicza możliwości inwestycyjne, które mogą okazać się głównym czynnikiem decydującym o ewentualnym sukcesie, wpływającym na zdolność przedsiębiorstwa do konkurowania w zmienionych warunkach rynkowych, nieuwzględnionych w trakcie analizy kandydata do nabycia będącego przedmiotem transakcji LBO.